# J.P. Morgan & Co.
J.P. Morgan & Co. är en amerikansk investmentbank grundad 1871 av J. Pierpont Morgan under namnet Drexel, Morgan & Co, namnbyte 1895 till J.P. Morgan & Co.
Bolaget ingår sedan år 2000 i J.P. Morgan Chase.